# 東京児童劇場
東京児童劇場(とうきょうじどうげきじょう)は子供向けの「ぬいぐるみの人形劇」（マスクプレイ・ミュージカル）を企画・制作・上演する劇団であり株式会社である。1998年に廃業した。

## 概要
子どもの劇場(こどものげきじょう)とも名称し、略称は東児童(とうじどう)と呼ばれた。

代表であった 松川忠(まつかわただし) (本名:松川政忠) (1938年05月05日 - 2008年03月30日) によって1969年から1998年まで経営されていた劇団。

作品の8割は彼による脚色・演出。

## 歴史
1969年設立からの数年は、東児童企画センター(とうじどうきかくセンター)として、人形美術製作や、他劇団の制作事業(集客業務の意)を展開。

その後株式会社化され、1974年の「オズの魔法つかい」を初め、自社オリジナルの作品を次々に発表。日本全国の市民会館レベルの劇場で上演し続けた。

年間公演数は100から132回。約30年間の観客動員数は、延べ200万人を超えた。

主に豊島区目白を拠点として活動していたが、豊島区南池袋や新宿区下落合や練馬区練馬を拠点とした時期もあった。

1993年から松川忠の長男である松川純也が演出指揮を執り、新しい手法を試みるものの、頑なに古い演出スタイルを貫こうとする松川忠との溝が深く、1995年に松川純也は脱退。

1996年には主要劇団員が相次いで退団。

1997年からは資金難のため有限会社化された。しかし、1960年代の演出スタイルのまま公演を続けたため、観客離れが加速し1998年に廃業した。

約30年の活動中、数多くの劇団員が入団し退団した。運営が古いスタイルであったため個個人の実験的な自由度は高く、様々な人材を輩出した。現在(2010年)の演劇関係者・スタッフでこの劇団出身者は非常に多く存在する。登竜門的な劇団でもあった。

## 主な演目
- しん・ももたろう
- ライオンのめがね
- ちいさいおしろ
- オズの魔法つかい
- 星の王子トゥインクル
- ちびくろサンボ
- 三びきのこぶた
- ピノキオの冒険
- ヘンゼルとグレーテル
- ブレーメンの音楽隊
- ジャックと豆の木
- 赤ずきん
- くろねこさんの空の旅(影絵)
- くろねこさんの歌の旅(影絵)
- くろねこさんの夢の旅(影絵)
- きかんしゃやえもん(影絵)
- しあわせのおうじ(影絵)
- つるのおんがえし(影絵)
- マッチ売りの少女(影絵)
- 忠犬ハチ公(影絵)
- お兄さんといっしょ(ボードビル)
- こどもザ・バンバン 歌いまショー(ボードビル)

## マイナーな演目
主に幼稚園や保育園の園内上演用として、実験的な作品を制作してもいた。

ちなみに、この業界では園内上演を行うチームの事を「小班」(しょうはん)と呼び。園内上演そのものも「小班」または「小公演」(しょうこうえん)と呼ぶ。また大劇場で公演を行うチームのことを「本隊」(ほんたい)又は「大班」(だいはん)と呼ぶ。
- ほうせきひめ
- やまんばのにしき
- 金色のしかと王様(影絵)
- うりこ姫
- 王様の耳はロバの耳
- 小さなサンボ
- 山の子太郎
- 狼さんと子ぶたの森

## 主な声優陣
作品はオープンリールテープに完パケ（かんパケ)として音楽・歌・台詞を収録し、上演中はそのテープの音に合わせて、ぬいぐるみを着た劇団員が演技をしていた。劇団員は殆ど経験のないアルバイトが多かったため演技所作はレベルの低い事が多かったが、主な演目の台詞は誰でもが何度となくその声を聞いたことのあるベテランの声優に依頼していたため、音声は極めて高いクォリティーを有していた。
- 堀絢子
- 高橋和枝
- 兼本新吾
- はせさん治
- 小宮山清
- 山内雅人
- 栗葉子
- 千葉順二
- 大宮悌二
- 増山江威子
- 松田明

など、他多数。

## 脚本
作品によって以下の人物が担当した。
- 松川忠
- 池端俊作(現:池端俊策)
- 宮田和実
- 小栁孟仙 - ウェイバックマシン（2005年3月6日アーカイブ分）
- 小山弓
- 松川純也

## 音楽
作品によって以下の人物が担当した。
- 宮崎尚志
- 土持城夫
- 小谷肇
- 小森昭宏
- 日野晃

## 絵本
パンフレットとして、上演中のロビーで厚手の絵本を販売していた。

この絵本は挿絵が実際の舞台での写真で構成され、1冊500円であった。現在(2010年)では稀ではあるが、古書店で目にすることがある。

## 代表者
松川忠(本名:松川政忠):

福岡県出身

KBC放送劇団
舞台芸術学院

劇団太郎座

劇団角笛

ミュージカルファミリー
を経て、1969年に東京児童劇場を設立。

廃業後は、ボランティアの紙芝居師として活動していた。

2008年3月30日、ボランティア活動中の江戸東京たてもの園内で心筋梗塞により倒れ、死去。

葬儀は近親者によって執り行なわれた。

ちなみに「ミュージカルファミリー」という名前は当時創立メンバーの一員だった松川忠が名付けた。